# Lauren Laverne
 (juin 2023).
La mise en forme du texte ne suit pas les recommandations de Wikipédia : il faut le « wikifier ».
Les points d'amélioration suivants sont les cas les plus fréquents. Le détail des points à revoir est peut-être précisé sur la page de discussion.
- Les titres sont pré-formatés par le logiciel. Ils ne sont ni en capitales, ni en gras.
- Le texte ne doit pas être écrit en capitales (les noms de famille non plus), ni en gras, ni en italique, ni en « petit »…
- Le gras n'est utilisé que pour surligner le titre de l'article dans l'introduction, une seule fois.
- L'italique est rarement utilisé : mots en langue étrangère, titres d'œuvres, noms de bateaux, etc.
- Les citations ne sont pas en italique mais en corps de texte normal. Elles sont entourées par des guillemets français : « et ».
- Les listes à puces sont à éviter, des paragraphes rédigés étant largement préférés. Les tableaux sont à réserver à la présentation de données structurées (résultats, etc.).
- Les appels de note de bas de page (petits chiffres en exposant, introduits par l'outil «  Source ») sont à placer entre la fin de phrase et le point final[comme ça].
- Les liens internes (vers d'autres articles de Wikipédia) sont à choisir avec parcimonie. Créez des liens vers des articles approfondissant le sujet. Les termes génériques sans rapport avec le sujet sont à éviter, ainsi que les répétitions de liens vers un même terme.
- Les liens externes sont à placer uniquement dans une section « Liens externes », à la fin de l'article. Ces liens sont à choisir avec parcimonie suivant les règles définies. Si un lien sert de source à l'article, son insertion dans le texte est à faire par les notes de bas de page.
- La présentation des références doit suivre les conventions bibliographiques. Il est recommandé d'utiliser les modèles {{Ouvrage}}, {{Chapitre}}, {{Article}}, {{Lien web}} et/ou {{Bibliographie}}. Le mode d'édition visuel peut mettre en forme automatiquement les références.
- Insérer une infobox (cadre d'informations à droite) n'est pas obligatoire pour parachever la mise en page.

Pour une aide détaillée, merci de consulter Aide:Wikification.
Si vous pensez que ces points ont été résolus, vous pouvez retirer ce bandeau et améliorer la mise en forme d'un autre article.
Lauren Cecilia Fisher (née Gofton le 28 avril 1978), connue sous le nom de Lauren Laverne, est une DJ de radio anglaise, mannequin, présentatrice de télévision, autrice et chanteuse. Elle était la chanteuse principale et la guitariste du groupe de rock alternatif Kenickie (en). L'album du groupe At The Club a atteint le top 10[source insuffisante], bien que son plus grand succès dans les charts soit venu lorsqu'elle a chanté sur le single Don't Falter de Mint Royale (en).
Laverne a présenté de nombreux programmes télévisés, dont 10 O'Clock Live pour Channel 4, The Culture Show et la couverture du Festival de Glastonbury pour la BBC. Elle présente l'émission du petit-déjeuner sur BBC Radio 6 Music. En 2018 est devenue l'animatrice de l'émission radio de longue date Desert Island Discs,,,.
Elle a également publié en 2010 un roman intitulé Candypop : Candy and the Broken Biscuits.

## Enfance et éducation
Née Lauren Gofton, elle a été élevée à Sunderland, Tyne and Wear, dans une famille nombreuse. Son père est né dans une fratrie de neuf enfants et sa mère dans une fratrie de six enfants. L'un de ses grands-pères était constructeur de navires et l'autre était mineur de charbon. Son père, le Dr Leslie Gofton, était professeur de sociologie à l'Université de Newcastle et sa mère, enseignante. Elle a d'abord fréquenté l'école primaire catholique romaine St.Mary en 1982, où elle s'est liée d'amitié avec Marie Nixon, qui deviendra plus tard une guitariste de Kenickie, puis l'école catholique pour filles St.Anthony's entre 1989 et 1994, où elle et Nixon ont rencontré Emma Jackson. Laverne a ensuite étudié au City of Sunderland College de 1994 à 1996.
Pendant ses études à l'université, Laverne, Nixon et Jackson, alors tous âgés de seize ans, ont formé Kenickie avec le frère de Laverne, Peter, prenant alors les noms de scène de Lauren Laverne (à l'origine Lauren Le Laverne),, Marie du Santiago, Emmy-Kate Montrose et Johnny X (à l'origine juste X),. Le groupe était initialement affilié au label Slampt et à la scène punk locale, mais a ensuite réussi à signer avec le label EMI. En tout, le groupe Kenickie a réalisé quatre singles à succès parmi les 40 meilleurs ainsi qu'un album à succès parmi les 10 meilleurs.[source insuffisante]
Laverne, Du Santiago et Montrose sont devenus aussi connus pour leur style drôle et acerbe de plaisanteries autant que pour leurs interviews que sur scène pour la musique, faisant alors d'eux trois des candidats populaires dans des émissions de comédie telles que Never Mind the Buzzcocks. Laverne apparaîtra plus tard sur Have I Got News for You.
En 2000, elle a sorti un EP solo, Take These Flowers Away et a contribué à une version de In the Bleak Midwinter de l'album It's a Cool, Cool Christmas de Xfm London, alors joué au Reading Festival et a ainsi fait le top 20[source insuffisante] pour la seule fois de sa carrière de chanteuse sur Don't Falter de Mint Royale. Elle travaillait également sur un album en solo au même moment mais a été définitivement abandonné à la suite de l'effondrement de Deceptive Records.
Elle a ensuite fourni sa voix en tant qu'invité sur le single Come Home Billy Bird de Divine Comedy en 2004.

### Télévision
Le premier rôle en tant que présentatrice à la télévision de Laverne a été pour la série The Alphabet Show de Play UK, avec Chris Addison et réalisée alors que Kenickie était toujours ensemble. Elle a ensuite présenté Planet Pop et Loves Like A Dog pour Channel 4, Fanorama pour E4, Party in the Park avec Melanie Brown, Pop pour la chaîne Five et Orange Playlist pour ITV. Elle a aussi présenté quelques reportages pour RI:SE. Dirigeant alors le groupe house sur Johnny. Vaughan Tonight et apparaissant en tant qu'experte dans une émission spéciale sur la musique de l'émission Test the Nation de BBC One. Plus tard, elle est devenue l'une des principales présentatrices de BBC2 afin de couvrir le festival de Glastonbury. Elle est aussi devenue l'animatrice de ITV2 pour des couvertures d'événements tels que les British Comedy Awards et les BRIT Awards.
Elle a également présenté le documentaire Buffy: Television With Bite pour Sky One à propos de la montée en popularité de la série télévisée américaine à succès Buffy the Vampire Slayer. Cela a été fait lorsque le programme revenait pour sa sixième saison en 2001.
En 2000, Laverne a doublé la voix de Shinobu dans Urusei Yatsura de la BBC.
En 2003, Laverne était cheffe d'équipe, avec Jason Byrne de Elvis Has Left The Building : une émission musicale humoristique animée par Colin Murphy pour la BBC Northern Ireland.
En 2004, elle était régulièrement invitée à l'émission de quiz HeadJam. En 2005, elle est devenue l'animatrice de l'émission musicale du samedi matin d'ITV CD:UK, avec Myleene Klass et Johny Pitts. L'émission s'est terminée en avril 2006.
En avril 2006, Laverne est apparu en tant qu'hôte invité de Never Mind the Buzzcocks. En août, elle a présenté le V Festival sur Channel 4. En mars 2007, elle présente les NME Awards en direct du Hammersmith Palais.
En juillet 2007, Laverne est apparue dans l'émission satirique et humoristique Mock the Week ainsi que dans Have I Got News for You le 14 décembre de la même année. Elle est invitée dans Never Mind the Buzzcocks le 10 janvier 2008. Et en septembre 2008, Laverne est apparue une deuxième fois sur Mock the Week.
En mars 2008, Laverne est apparue dans l'émission Lily Allen and Friends avec d'autres musiciens de Sunderland, les Futureheads et dans Would I Lie to You?.
De 2006 à 2010, elle a été une présentatrice régulière de l'émission hebdomadaire du magazine artistique de la BBC The Culture Show, aux côtés de Mark Kermode. Elle a également présenté la deuxième série de l'émission musicale sur Channel 4 Transmission with T-Mobile face à Steve Jones.
Laverne a remplacé la radio DJ Jo Whiley dans l'émission de talents Orange Mobile Act Unsigned, qui recherche les meilleurs artistes pas encore signés du pays.
Laverne est devenue une présentatrice régulière de la troisième série du nouveau format "magazine" de It's Not Easy Being Green, diffusée pour la première fois sur BBC Two en janvier 2009. Elle a également narré Tough Guy ou Chicken? sur BBC Three en août 2009.
Le 6 mai 2010, elle est co-animatrice de l'Alternative Election Night de Channel 4, avec Jimmy Carr, David Mitchell et Charlie Brooker. À partir du 20 janvier 2011, elle a (re-)rejoint ses co-animateurs de l'émission d'information satirique de Channel 4 10 O'Clock Live.
Laverne raconte la série animée Tee and Mo sur un petit singe et sa maman, comme le montre la chaîne CBeebies.[réf. nécessaire]
En mai 2022, la BBC a annoncé que Laverne serait l'une des présentatrices invitées à reprendre le rôle de Richard Osman dans Pointless.

### Radio

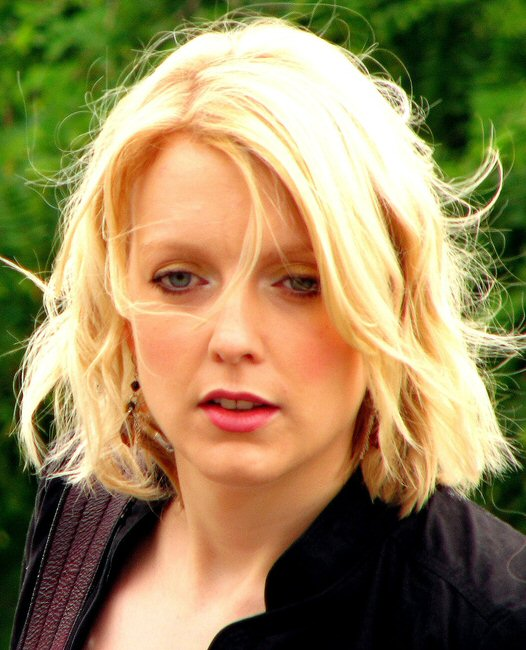
Laverne en 2007

Ayant déjà siégé pour Steve Lamacq de BBC Radio 1, Laverne rejoint Xfm Londres en 2002, co-animant une émission le samedi matin avec Mark Webster et tout en remplaçant occasionnellement divers DJ sur BBC Radio 6 Music, y compris l'émission de petit-déjeuner de Phill Jupitus, où un matin, elle interviewe son propre frère Pete (qui enregistre sous le nom de J Xaverre). Laverne a repris le créneau de divertissement de XFM de Zoë Ball au début de 2004, remportant le Best Newcomer aux Commercial Radio Awards en 2004.
Elle devient l'animatrice de l'émission XFM du petit-déjeuner le 31 octobre 2005 après que Christian O'Connell se soit installé à Virgin Radio, mais elle part soudainement en avril 2007 afin de poursuivre ses intérêts télévisuels. Cependant, Laverne est ensuite invitée à présenter sur BBC Radio 2.
Laverne rejoint BBC Radio 6 Music en juin 2008 afin de présenter l'émission Saturday weekend show, avant de reprendre le créneau du matin (10h00 à 13h00) et du lundi au vendredi de George Lamb en novembre 2009. À partir de janvier 2019, Laverne remplace Shaun Keaveny au 6 Music Breakfast Show lors d'un remaniement des horaires de la station, diffusé du lundi au vendredi, de 07h30 à 10h30.
En 2014, Laverne édite en tant qu'invitée Woman's Hour sur Radio 4 et en 2015 commence à animer Late Night Woman's Hour, une série dérivée.
En septembre 2018, Laverne prend la relève en tant qu'animatrice des Desert Island Discs sur Radio 4 lorsque Kirsty Young prend un congé en raison de son combat contre la fibromyalgie. Plus tard, il a été annoncé que Young ne reviendrait pas et que Laverne serait sa remplaçante permanente.
En juin 2020, Laverne contribue au lancement de la station de radio Internet m4d Radio alors conçue pour les personnes atteintes de démence et leurs aidants. En plus d'enregistrer un message de bienvenue pour cette station de radio, elle dirige la campagne #Song4You de la station, où des célébrités ainsi que des personnes du public ont été invitées et encouragées à dédier une chanson à quelqu'un qu'ils connaissent et qui est atteint de démence.

### Discographie
Singles
- Take These Flowers Away EP (n'a pas été enregistré)

1. I Fell Out of a Tree
2. Good Morning Sunshine
3. Monkey Dance
4. To Have a Home
5. Some Kind of Other Presence
6. If You Phone (Netmix) (morceau bonus Internet uniquement)

Autres singles
- Don't Falter, Mint Royale avec Lauren Laverne, n ° 15 (avec le 31 janvier 2000)[22]
- In the Bleak Midwinter (sur la compilation It's A Cool Cool Christmas) (n'a pas été enregistré)
- Come Home Billy Bird, the Divine Comedy (chanteur non crédité), n ° 24 (avec le 28 mars 2004)

### Séances radio de la BBC
Evening Session, BBC Radio 1, août 2000
- Don't Falter (acoustique)"
- Mexico
- Thank You
- To Have A Home

Air, BBC Radio Scotland, décembre 2000
- Ian
- Open

## Vie privée
En août 2005, Laverne épouse le producteur de télévision et DJ Graeme Fisher dans le comté de Durham. Le couple vit à Muswell Hill, à Londres. Elle a également un appartement à Sunderland. Le couple a eu son premier enfant : un garçon nommé Fergus James Fisher, en octobre 2007 et le 30 mars 2010, elle a annoncé dans son émission BBC Radio 6 Music qu'elle était enceinte d'un deuxième enfant. Elle a donc donné naissance à leur deuxième fils, Mack Fisher, en septembre 2010,,.
La mère de Laverne, Celia Gofton, a été élue conseillère du quartier Pallion dans la ville de Sunderland en 2006. Elle a ensuite demandé à être nommée candidate du Parti travailliste en 2008 pour la circonscription de Sunderland Central. Mais elle a été battue par Julie Elliott, qui a alors remporté le siège de Parti travailliste aux élections générales de 2010. Sa mère est décédée en juin 2022.
Laverne est une catholique romaine. En 2011, elle a déclaré : « Une fois catholique... C'est comme la mafia - vous ne pouvez pas partir. Je ne suis pas sûr que je le voudrais, mais je suis incroyablement en colère contre l'Église en ce moment ». Elle est supportrice du Sunderland AFC.

### Politique
Laverne est partisane du parti travailliste[réf. nécessaire] . À la fin de 1996, dans une émission télévisée conçue pour les enfants, Laverne a qualifié les Spice Girls de « racaille conservatrice » pour leur soutien aux conservateurs. Tout cela s'est passé avant les élections générales de 1997 au Royaume-Uni,.
En 2005, la passion de Laverne pour sa ville natale l'a amenée à devenir une ambassadrice faisant la promotion et la sensibilisation à Sunderland,. Elle a reçu une bourse honorifique de l'Université de Sunderland en juillet 2009.[réf. nécessaire]
Laverne est végétarienne depuis l'âge de quatre ans,.